# Богдашић (Брестовац)
Богдашић је насељено место у општини Брестовац, у западној Славонији, Република Хрватска.

## Историја
До нове територијалне организације налазило се у саставу бивше велике општине Славонска Пожега.

## Становништво
На попису становништва 2011. године, Богдашић није имао становника.

### Национални састав
| Националност       | 1991.    | 1981.       | 1971.       |
| Срби               | 9 (100%) | 15 (88,23%) | 37 (97,36%) |
| Хрвати             | 0        | 1 (5,88%)   | 0           |
| Југословени        | 0        | 0           | 1 (2,63%)   |
| остали и непознато | 0        | 1 (5,88%)   | 0           |
| Укупно             | 9        | 17          | 38          |